# Ristisaari (ö i Birkaland, Tammerfors, lat 61,53, long 23,93)
Ristisaari är en ö i Finland. Den ligger i sjön Näsijärvi och i kommunen Tammerfors i den ekonomiska regionen Tammerfors och landskapet Birkaland, i den södra delen av landet, 160 km norr om huvudstaden Helsingfors. Öns area är 0,6 hektar och dess största längd är 160 meter i sydväst-nordöstlig riktning.